# 29738 Івобуділ
29738 Івобуділ (29738 Ivobudil) — астероїд головного поясу, відкритий 23 січня 1999 року.
Тіссеранів параметр щодо Юпітера — 3,570.